# Prunay-le-Gillon
Prunay-le-Gillon – miejscowość i gmina we Francji, w Regionie Centralnym, w departamencie Eure-et-Loir.
Według danych na rok 1990 gminę zamieszkiwało 941 osób, a gęstość zaludnienia wynosiła 37 osób/km² (wśród 1842 gmin Centre, Prunay-le-Gillon plasuje się na 420. miejscu pod względem liczby ludności, natomiast pod względem powierzchni na miejscu 482.).